# Prvenstvo Hrvatske u ragbiju 7 2019.
Prvenstvo Hrvatske u ragbiju 7 za 2019. je osvojila "Mladost" iz Zagreba. 
Prvenstvo je igrano kroz dva turnira, održana u Zagrebu i Splitu, a sudjelovalo je ukupno 8 klubova.

## Sudionici
- Invictus - Dubrovnik
- Sinj - Sinj
- Nada - Split
- Lokomotiva - Zagreb
- Mladost - Zagreb
- Novi Zagreb - Zagreb
- Rudeš - Zagreb
- Zagreb - Zagreb

## Rezultati

### Prvi turnir
Prvir turnir prvenstva Hrvatske je održan u Zagrebu na "SC Savica, 25. svibnja 2019. Sudjelovalo je osam momčadi, a osvojila ga je "Mladost".

| Grupa A                  | Grupa A |
| ------------------------ | ------- |
| Nada - Lokomotiva        | 46:0    |
| Zagreb - Novi Zagreb     | 12:7    |
| Lokomotiva - Novi Zagreb | 5:41    |
| Nada - Zagreb            | 36:7    |
| Novi Zagreb - Nada       | 0:38    |
| Lokomotiva - Zagreb      | 5:31    |

| Grupa B            | Grupa B |
| ------------------ | ------- |
| Sinj - Invictus    | 33:7    |
| Mladost - Rudeš    | 47:0    |
| Invictus - Rudeš   | 24:0    |
| Sinj - Mladost     | 0:36    |
| Rudeš - Sinj       | 0:53    |
| Invictus - Mladost | 0:46    |

| poluzavršnica         | poluzavršnica  |
| 5. – 8. mjesto        | 5. – 8. mjesto |
| --------------------- | -------------- |
| Novi Zagreb - Rudeš   | 28:12          |
| Invictus - Lokomotiva | 31:0           |
|                       |                |
| 1. – 4. mjesto        |                |
| Mladost - Zagreb      | 3:0            |
| Nada - Sinj           | 33:7           |

| utakmice za plasman    | utakmice za plasman |
| za 7. mjesto           | za 7. mjesto        |
| ---------------------- | ------------------- |
| Rudeš - Lokomotiva     | 33:12               |
|                        |                     |
| za 5. mjesto           |                     |
| Invictus - Novi Zagreb | 5:28                |
|                        |                     |
| za 3. mjesto           |                     |
| Zagreb - Sinj          | 19:26               |
|                        |                     |
| za 1. mjesto           |                     |
| Mladost - Nada         | 29:7                |

### Drugi turnir
Drugi i zavrršni turnir je održan u Splitu, na "Starom placu", 1. lipnja 2019.
| Grupa            | Grupa |
| ---------------- | ----- |
| Mladost - Zagreb | 34:14 |
| Nada - Sinj      | 17:7  |
| Zagreb - Sinj    | 14:24 |
| Mladost - Nada   | 14:33 |
| Nada - Zagreb    | 27:0  |
| Sinj - Mladost   | 7:12  |

| utakmice za plasman | utakmice za plasman |
| za 3. mjesto        | za 3. mjesto        |
| ------------------- | ------------------- |
| Sinj - Zagreb       | 14:47               |
|                     |                     |
| za 1. mjesto        |                     |
| Nada - Mladost      | 12:19               |

## Konačna ljestvica prvenstva
| mj. | klub        | ut. | pob. | ner. | por. | poen+ | poen- | bod |
| --- | ----------- | --- | ---- | ---- | ---- | ----- | ----- | --- |
| 1.  | Mladost     | 9   | 8    | 0    | 1    | 275   | 73    | 16  |
| 2.  | Nada        | 9   | 7    | 0    | 2    | 249   | 83    | 12  |
| 3.  | Zagreb      | 9   | 3    | 0    | 6    | 144   | 211   | 7   |
| 4.  | Sinj        | 9   | 4    | 0    | 5    | 171   | 185   | 7   |
| 5.  | Novi Zagreb | 5   | 3    | 0    | 2    | 104   | 72    | 4   |
| 6.  | Invictus    | 5   | 2    | 0    | 3    | 67    | 107   | 3   |
| 7.  | Rudeš       | 5   | 1    | 0    | 4    | 45    | 164   | 2   |
| 8.  | Lokomotiva  | 5   | 0    | 0    | 5    | 22    | 182   | 1   |

## Vanjske poveznice
- rugby.hr